# Most Kleciński
Most Kleciński – most przez Ślęzę wybudowany we Wrocławiu na miejscu poprzedniego, rozebranego w latach 60. XX wieku.
Pierwszy most w tym miejscu istniał już w okresie średniowiecza i stanowił główną przeprawę, przez którą wiodła droga do Świdnicy. W 1906 drewniany obiekt inżynieryjny zastąpiono jednoprzęsłowym mostem stalowym o dźwigarach kratowych z górnym pasem parabolicznym. W 1936 zmodernizowano układ drogowy we Wrocławiu wytyczając główną szosę świdnicką ulicą Karkonoską i mostem Partynickim, na skutek czego przeprawa straciła na znaczeniu, tracąc swoją funkcję tranzytową. Jako jedyny most na Ślęzy przetrwał walki podczas oblężenia Festung Breslau w 1945.
W 1951 włączono Klecinę do Wrocławia. Pojawiły się wtedy plany przedłużenia do osiedla linii tramwajowej. W 1962 opracowano projekt budowy nowego mostu, uznając za zbyt kosztowne dostosowanie już istniejącej przeprawy dla ruchu drogowo-tramwajowego, więc rozebrano most. Stosując nowatorską technikę, zbudowano do 1967 nowy most z przęsłem z prefabrykatów kablobetonowych z współpracującą płyta pomostu wylewaną na mokro. Ostatecznie zrezygnowano z poprowadzenia mostem linii tramwajowej, która ma swoją pętle przed nim.